# Rassau (Wales)
Rassau (walisisch: Rasa) ist ein Stadtteil von Ebbw Vale und eine Community in der Principal Area Blaenau Gwent County Borough in den South Wales Valleys in Südwales. Die Community hatte beim Zensus 2011 3.234 Einwohner.

## Geographie
Rassau liegt in den South Wales Valleys in Südwales im Nordwesten der Stadt Ebbw Vale in der Principal Area Blaenau Gwent County Borough auf gut 400 Metern Höhe. Die Community umfasst neben dem Stadtteil Rassau und einem Industriegebiet nordöstlich des Stadtteils auch Teile des Stadtteils Carmeltown im Südosten sowie ein begrüntes, bergiges Gebiet im Norden. Teile der südlichen Grenze werden vom Flüsschen Rasa Brook ausgemacht, Teile der östlichen Grenze vom Ebbw Fawr River und vom Carno Reservoir. Zudem fließen auf dem Gebiet der Community auch der Cwm Nantmelyn, der in den Rasa Brook mündet, sowie weitere, namenlose Rinnsale. Die nördliche Grenze wird zum einen durch den Brecon-Beacons-Nationalpark ausgemacht, ist aber zum anderen gleichzusetzen mit der Grenze zwischen Blaenau Gwent und Powys, sodass die Community dort mit der in Powys liegenden Community Llangynidr eine gemeinsame Grenze hat. Weitere Grenzen verlaufen innerhalb von Ebbw Vale mit Beaufort im Osten und mit Badminton im Süden sowie mit der eigenständigen Stadt beziehungsweise mit der entsprechenden Community Tredegar im Westen. Neben den genannten Flüssen verlaufen durch die Community auch die A465 road sowie die A4046 road und die A4281 road. Deckungsgleich mit der Community ist der gleichnamige Ward. Rassau gehört auf britischer Ebene zum Wahlkreis Blaenau Gwent beziehungsweise zu dessen Pendant auf walisischer Ebene.

## Geschichte
Die Community Rassau entstand mit dem The Blaenau Gwent (Communities) Order 2010, als die Community Beaufort in die drei Communitys Badminton, Beaufort und eben Rassau aufgeteilt wurde.

## Bauwerke
Innerhalb von Rassau gibt es lediglich ein Bauwerk, das in die Statutory List of Buildings of Special Architectural or Historic Interest als Grade II building aufgenommen wurde. Bei diesem handelt es sich um die Carmel Independent Chapel im Stadtteil Carmeltown.

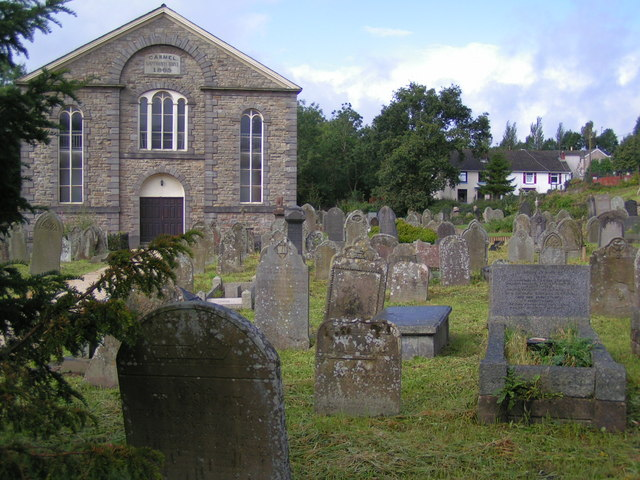
Die Carmel Independent Chapel

## Wirtschaft
Neben einem Rassau Resource Community Centre hat Rassau vor allem ein eigenes Industriegebiet mit dem Namen Rassau Industrial Estate. In diesem sind vor allem leichtindustrielle beziehungsweise produzierende Unternehmen ansässig, die dort auch Büroräume zur Verfügung haben. Auf dem unbebauten Gebiet nördlich des Industriegebiets soll eine Motorsport-Rennstrecke namens Circuit of Wales entstehen.

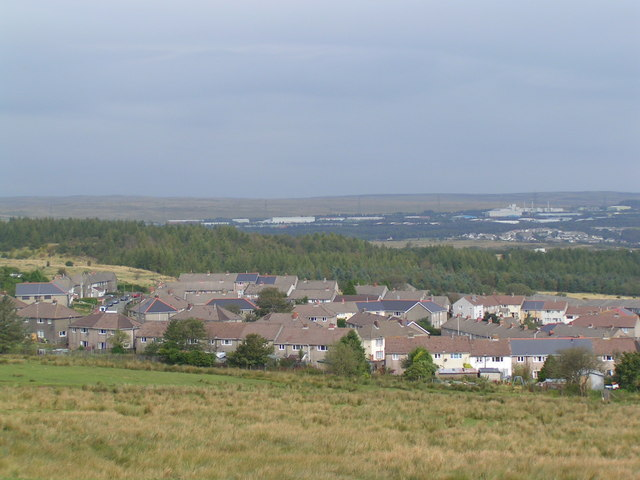
Blick auf die Rassau Industrial Estate (oberer Bildrand) vom Ebbw Valer Stadtteil Montain Air (Bildmitte) aus